# Монфокон (Верхние Пиренеи)
Монфоко́н (фр. Monfaucon, окс. Montfaucon) — коммуна во Франции, находится в регионе Юг — Пиренеи. Департамент — Верхние Пиренеи. Входит в состав кантона Рабастенс-де-Бигор. Округ коммуны — Тарб.
Код INSEE коммуны — 65314.

## География
Коммуна расположена приблизительно в 630 км к югу от Парижа, в 110 км западнее Тулузы, в 25 км к северу от Тарба.

## Климат
Климат умеренно-океанический с солнечной тёплой погодой и обильными осадками на протяжении практически всего года.

## Население
Население коммуны на 2010 год составляло 218 человек.
| 1962 | 1968 | 1975 | 1982 | 1990 | 1999 | 2010 |
| ---- | ---- | ---- | ---- | ---- | ---- | ---- |
| 189  | 167  | 145  | 160  | 162  | 162  | 218  |

## Администрация
| Период | Период | Фамилия         | Партия       | Примечания               |
| ------ | ------ | --------------- | ------------ | ------------------------ |
| 2001   | 2020   | Ролан Дюбертран | беспартийный | член генерального совета |

## Экономика
В 2010 году среди 117 человек трудоспособного возраста (15-64 лет) 90 были экономически активными, 27 — неактивными (показатель активности — 76,9 %, в 1999 году было 59,2 %). Из 90 активных жителей работали 81 человек (41 мужчина и 40 женщин), безработных было 9 (3 мужчин и 6 женщин). Среди 27 неактивных 10 человек были учениками или студентами, 7 — пенсионерами, 10 были неактивными по другим причинам.

## Достопримечательности
- Церковь Нотр-Дам (XVIII век). Исторический памятник с 1999 года[4]